# Foglarjeva pesmarica

Foglarjeva pesmarica ali Foglarjev rokopis je baročna romarska pesmarica, ki je nastala na Spodnjem Štajerskem med letoma 1757 in 1762. To je doslej najstarejša znana rokopisna pesmarica, ki so jo napisali Štajerci, vsebuje tudi prve doslej znane slovenske marijinoceljske pesmi. Rokopis hrani Narodna in univerzitetna knjižnica (NUK R 281102). Prvi jo je raziskal in opisal Marijan Smolik.

## Okoliščine nastanka
Pesmarica je vezana v zbornik pesmi, ki vsebuje še tri natisnjene pesmarice: Stržinarjevo, Lavrenčičevo in graško pesmarico mašnih pesmi Andohtlive pejsme. Izdelavo Foglarjeve pesmarice je naročila Marija Štondekar, vendar ta zaradi neznanih razlogov ni bila nikoli natisnjena. Pesmarica se je, glede na večje število piscev, uporabljala v več štajerskih župnijah za potrebe romarskih skupin, ki so se leta 1757 odpravile v Marijino Celje (Mariazell) na Zgornjo Štajersko, kjer se je obhajala 600-letnica božje poti. Leta 1759 je benediktinski pater v kamniško cerkev svetega Martina prinesel kipec Marije Celjske, ki so ga postavili na glavni oltar, omenjena cerkev pa je takrat postala romarska in poznana pod imenom Mali Mariazell. Ta dogodek je spodbudil tamkajšnjega učitelja, da je leta 1760 napisal najverjetneje štiri izvirne slovenske marijinoceljske pesmi.

## Vsebina
Pesmarica vsebuje 24 pesmi nabožne vsebine, in sicer štirinajst Marijinih, štiri svetniške (sv. Jožef, sv. Uršula, sv. Marija Magdalena, sv. Notburga), dve eshatološki (o vernih dušah v vicah, o človekovem cilju in koncu) ter po eno praznično (Sveta trojica), pobožnostno spodbudno (o krščanskem pozdravu), molitveno (o ljubezni do Boga) in postno spokorno pesem (o izgubljeni ovčici):
1. Pesem od Svete trojce;
2. Ta druga pesem od Božje lubezni na vižo pesme mizerere;
3. Ta trejtja pesem od svetega glasa;
4. Ta četrta pesem od Divice Marije na vižo o Marija polna gnade;
5. Ta druga pesem od Divice Marije peta pesem na vižo od ovčice;
6. Ta tretja pesem od Divice Marije šesta pesem;
7. Ta četrta od Marije pesem sedma v adventu od Marije Divice;
8. Ta osma pesem od te prečudežne terolarske divice svete Notburge;
9. Ta devejta pejsem od Marije Magdalene;
10. Ta deseta od vernih duš pesem;
11. Ta edenajsta pesem pesem od gnadlive matere;
12. Ta dvanajsta pesem od človeka cila nu kunca kak nevarno je;
13. Ta trinajsta pesem od Adama nu Ejve;
14. Ta štirnajsta pesem od ovčice zgublene;
15. Pesem od svetiga Jožefa;
16. Slovo od Marije;
17. Eno Marije Celsko;
18. Od s. Urše na vižo od s. angela varoha;
19. Ena nova pejsem od Marijo Celarce;
20. Druga pejsem od Marijo Celarce;
21. Tretja pejsem od Marijo Celarce;
22. Četrta pejsem od Marijo Celarce;
23. O Bog oča, Sin, Duh Sveti [Marijina litanijska pesem];
24. Pred tvoj tron mi pokleknemo [marijonoceljska pesem].

## Pisci
Pesmi je zapisalo osem različnih rok. Prva roka pripada Lovrencu Foglarju, druga Matiji Vezjaku, šesta Jožefu Glaserju [Glazerju], ostale roke so anonimne. Glazer je bil od leta 1756 učitelj (ludimagister) pri Zgornji Sv. Kunigundi (Gornja Sveta Kungota), podružnični cerkvi župnije sv. Martina v Kamnici. To delo je opravljal do leta 1761, ko sta se z ženo preselila v župnijo Sv. Martin pri Vurberku, kjer je bil učitelj in organist v kraju Sv. Peter. Z ženo sta živela v Dvorjanah.